# 大谷川 (徳島県)
大谷川（おおたにがわ）は、徳島県鳴門市、板野郡松茂町を流れる吉野川水系の一級河川である。

## 地理
鳴門市中部を南流したのち東流し、板野郡松茂町で旧吉野川に注ぐ。讃岐山脈・天円山の星越峠付近から発して大谷に小扇状地をつくり、ここから沖積低地を蛇行して鳴門市大津町矢倉と松茂町中喜来の間で旧吉野川に注ぐ。
鳴門市大谷地区を流れる大谷川ではゲンジボタルが生息しており鳴門市天然記念物に指定されている。毎年6月には鳴門市大麻町で「大谷川ほたる祭り」が催される。

## 支流
- 大代谷川

## 分流
- 第二大谷川

## 流域の主な施設
- 御嶽神社
- JR鳴門線立道駅
- 徳島県道228号大谷櫛木線